# Slowaaks voetbalelftal in 1943
Het Slowaaks voetbalelftal speelde drie officiële interlands in het oorlogsjaar 1943. Van 1939 tot en met 1944 was het land onder de naam Slowaakse Republiek formeel een zelfstandige natie, maar in de praktijk een satellietstaat van nazi-Duitsland.

## Balans
| Wedstrijden | Wedstrijden | Wedstrijden | Wedstrijden | Doelpunten | Doelpunten | Doelpunten | Punten |
| Gespeeld    | Winst       | Gelijk      | Verlies     | Voor       | Tegen      | Saldo      | Punten |
| ----------- | ----------- | ----------- | ----------- | ---------- | ---------- | ---------- | ------ |
| 3           | 0           | 1           | 2           | 3          | 6          | –3         | 0.333  |

## Interlands
|                                                    |                      |       |           | |
| 10 april Vriendschappelijk № 13 «onderlinge duels» | Kroatië              | 1 – 0 | Slowakije | Stadion Concordije na Tratinskoj cesti, Zagreb Toeschouwers: 5.360 Scheidsrechter: Todor Atanasov (BUL) |
| 10 april Vriendschappelijk № 13 «onderlinge duels» | Milan Antolković 65' |       |           | Stadion Concordije na Tratinskoj cesti, Zagreb Toeschouwers: 5.360 Scheidsrechter: Todor Atanasov (BUL) |

|                                                  |                    |       |                                                         |                                                                                         |
| 7 juni Vriendschappelijk № 14 «onderlinge duels» | Slowakije          | 1 – 3 | Kroatië                                                 | Hermann Göring Stadion, Breslau Toeschouwers: 30.000 Scheidsrechter: Petre Kroner (ROM) |
| 7 juni Vriendschappelijk № 14 «onderlinge duels» | Miroslav Danko 35' |       | 2' Mirko Kokotović 82' Franjo Wölfl 86' Mirko Kokotović | Hermann Göring Stadion, Breslau Toeschouwers: 30.000 Scheidsrechter: Petre Kroner (ROM) |

|                                                   |                                   |       |                                        |                                                                                         |
| 13 juni Vriendschappelijk № 15 «onderlinge duels» | Roemenië                          | 2 – 2 | Slowakije                              | Stadionul Giuleşti, Boekarest Toeschouwers: 15.000 Scheidsrechter: Todor Atanasov (BUL) |
| 13 juni Vriendschappelijk № 15 «onderlinge duels» | Marian Bazil 12' Iosif Kovacs 48' |       | 50' Jozef Balázsy 88' František Bolček | Stadionul Giuleşti, Boekarest Toeschouwers: 15.000 Scheidsrechter: Todor Atanasov (BUL) |

| Theodor Reimann  | 1921-02-10 | OAP Bratislava       | 2 | 0 | 0 | 14 | 0 |
| Ján Gogoľ        | 1917-03-27 | AC Považská Bystrica | 1 | 0 | 0 | 1  | 0 |
| Verdediging      |            |                      |   |   |   |    |   |
| Jozef Bielek     | 1919-01-16 | OAP Bratislava       | 3 | 0 | 0 | 7  | 0 |
| Viliam Vanák     | 1915-08-06 | OAP Bratislava       | 3 | 0 | 0 | 11 | 0 |
| Štefan Stankovič | 1918-09-15 | OAP Bratislava       | 2 | 0 | 0 | 2  | 0 |
| Gustáv Žáček     | 1921-07-07 | ŠK Bratislava        | 1 | 0 | 0 | 1  | 0 |
| Middenveld       |            |                      |   |   |   |    |   |
| Tomáš Porubský   | 1914-09-02 | ŠK Bratislava        | 3 | 0 | 0 | 14 | 0 |
| Anton Malatinský | 1920-01-15 | TSS Trnava           | 2 | 1 | 0 | 6  | 0 |
| Ján Arpáš        | 1918-11-08 | ŠK Bratislava        | 2 | 0 | 0 | 11 | 1 |
| Ivan Chodák      | 1914-02-03 | ŠK Bratislava        | 2 | 0 | 0 | 11 | 0 |
| Tibor Kováč      | 1919-12-04 | AC Svit Batizovce    | 1 | 0 | 0 | 2  | 0 |
| Anton Pažický    | 1919-09-01 | AC Svit Batizovce    | 1 | 0 | 0 | 1  | 0 |
| Aanval           |            |                      |   |   |   |    |   |
| Jozef Balázsy    | 1919-11-02 | OAP Bratislava       | 2 | 0 | 1 | 2  | 1 |
| Miroslav Danko   | 1924-12-18 | Slavia Prešov        | 2 | 0 | 1 | 2  | 1 |
| Viktor Tegelhoff | 1918-12-22 | ŠK Bratislava        | 2 | 0 | 0 | 2  | 0 |
| Ľudovít Venutti  | 1920-10-11 | ŠK Bratislava        | 1 | 1 | 0 | 2  | 0 |
| František Bolček | 1920-01-27 | TSS Trnava           | 1 | 0 | 1 | 12 | 5 |
| Gabriel Ferényi  | 1919-03-10 | AC Považská Bystrica | 1 | 0 | 0 | 1  | 0 |
| Ján Podhradský   | 1917-08-31 | ŠK Bratislava        | 1 | 0 | 0 | 3  | 1 |

SFZ · A-internationals · Bondscoaches · Statistieken · Slowaaks vrouwenelftal · Olympisch elftal · Slowakije U21 · Slowakije U20 · Slowakije U19 · Slowakije U18 · Slowakije U17 · Slowakije U16
1939 – 1944 · 1992 – 1999 · 2000 – 2009 · 2010 – 2019 · 2020 − 2029
EK's: 2016 · 2020 · 2024
WK's: 2010
OS: 2000
1939 · 1940 · 1941 · 1942 · 1943 · 1944 · 1945–1991 · 1992 · 1993 · 1994 · 1995 · 1996 · 1997 · 1998 · 1999 · 2000 · 2001 · 2002 · 2003 · 2004 · 2005 · 2006 · 2007 · 2008 · 2009 · 2010 · 2011 · 2012 · 2013 · 2014 · 2015 · 2016 · 2017 · 2018 · 2019 · 2020 · 2021
Algerije · 
Andorra · 
Argentinië ·
Armenië · 
Australië · 
Azerbeidzjan · 
België · 
Bolivia · 
Bosnië en Herzegovina · 
Brazilië · 
Bulgarije · 
Chili · 
Colombia · 
Costa Rica · 
Cyprus · 
Denemarken · 
Duitsland · 
Egypte · 
Engeland · 
Estland · 
Faeröer · 
 Finland · 
Frankrijk · 
Georgië · 
Gibraltar · 
Griekenland · 
Guatemala · 
Hongarije · 
Ierland · 
IJsland · 
Iran · 
Israël · 
Italië · 
Japan · 
Joegoslavië · 
Jordanië · 
Kameroen · 
Kazachstan ·
Koeweit ·
Kroatië · 
Letland · 
Libanon ·
Liechtenstein · 
Litouwen ·
Luxemburg · 
Malta · 
Marokko · 
Mexico ·
Moldavië · 
Montenegro ·
Nederland · 
Nieuw-Zeeland · 
Noord-Ierland ·
Noord-Macedonië ·
Noorwegen ·
Oeganda · 
Oekraïne · 
Oezbekistan · 
Oostenrijk · 
Paraguay · 
Peru · 
Polen · 
Portugal · 
Roemenië · 
Rusland · 
San Marino · 
Saoedi-Arabië · 
Schotland · 
Servië en Montenegro ·
Slovenië · 
Spanje · 
Thailand · 
Tsjechië · 
Turkije · 
Verenigde Arabische Emiraten · 
Verenigde Staten · 
Wales · 
Wit-Rusland · 
Zuid-Korea · 
Zweden · 
Zwitserland
Engeland (2016) ·
Nieuw-Zeeland (2010) · 
Polen (2021) · 
Rusland (2016) · 
Spanje (2021) · 
Wales (2016) · 
Zweden (2021)